# Clase Meraviglia
La clase Meraviglia es una clase de cruceros operados por MSC Cruceros.
El 20 de marzo de 2014, MSC Cruceros encargó los dos primeros transatlánticos de la clase al astillero de Saint Nazaire y ofreció una opción para dos barcos idénticos. Esta clase proviene del proyecto "Vista" que la compañía MSC Cruceros desarrolló con STX France durante muchos años antes del pedido.
El corte de la primera hoja del prototipo se realizó en la primavera de 2015, el corte de la primera hoja del segundo se realizó en 2017 para entrega en 2019.
En mayo de 2014, MSC encarga una nueva serie llamada clase Seaside a Fincantieri que se refiere a la construcción de dos barcos (así como una opción) que se entregarán al mismo tiempo que el Meraviglia de Saint Nazaire. Por lo tanto, MSC podrá duplicar el tamaño de la flota para 2022. Cuando atraca el primer barco, el MSC Meraviglia, MSC anuncia la confirmación de la opción de los dos barcos adicionales que serán idénticos pero más grandes (331 metros contra 316 metros). En septiembre de 2016, MSC anuncia el nombre del segundo transatlántico de la clase: MSC Bellissima. La construcción del Bellissima se inicia en noviembre de 2016. El 31 de mayo de 2017, los astilleros de Saint-Nazaire entregan el MSC Meraviglia a la empresa en presencia del presidente de la República francesa Emmanuel Macron. La construcción del tercer transatlántico, MSC Grandiosa, comenzó en noviembre de 2017 y terminó en otoño de 2019. Es el primero de tres barcos más largos, con una mayor capacidad de pasajeros que los dos primeros transatlánticos de la clase. La construcción del cuarto transatlántico, el MSC Virtuosa, se retrasó 6 meses debido a la pandemia de Covid-19, y finalmente se completó en febrero de 2021.

## Unidades
| Año de construcción   | Buque          | Tonelaje   | Notas                           | Imagen |
| --------------------- | -------------- | ---------- | ------------------------------- | ------ |
| Clase Meraviglia      |                |            |                                 |        |
| 2017                  | MSC Meraviglia | 171.598 Tn |                                 |        |
| 2019                  | MSC Bellissima | 171.598 Tn |                                 |        |
| Clase Meraviglia Plus |                |            |                                 |        |
| 2019                  | MSC Grandiosa  | 181.541 Tn |                                 |        |
| 2021                  | MSC Virtuosa   | 181.541 Tn |                                 |        |
| 2023                  | MSC Euribia    | 184.011 Tn | Rediseñado para operar con GNL. |        |